# إسماعيل محفوظ (لاعب كرة قدم مالديفي)
إسماعيل محفوظ هو لاعب كرة قدم مالديفي سابق.

## روابط خارجية
- إسماعيل محفوظ على موقع الاتحاد الدولي (مؤرشف)  (الإنجليزية)